# Somat

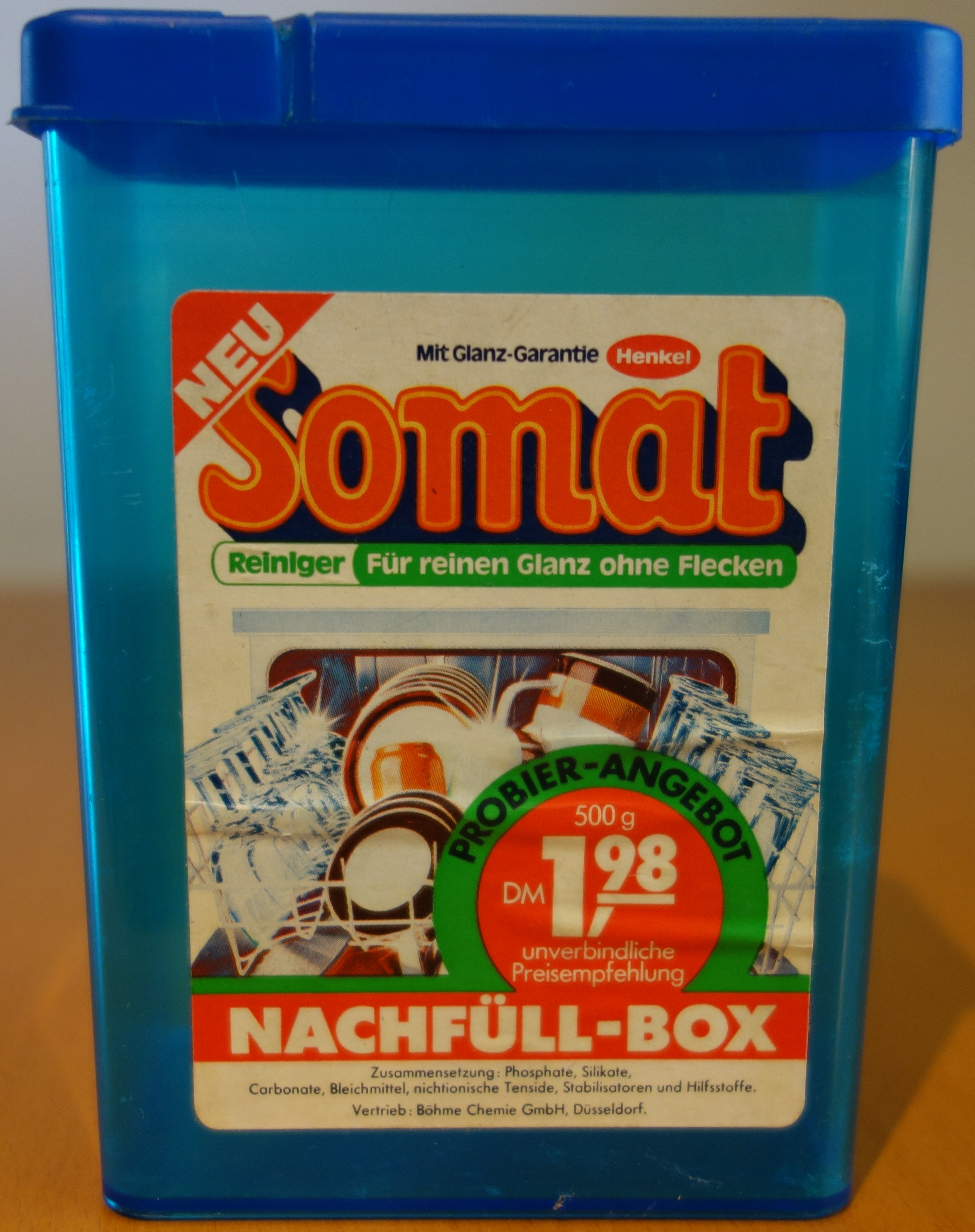
Упаковка Somat

Somat — торговая марка средств для посудомоечных машин компании Henkel со штаб-квартирой в Дюссельдорфе. Распространяется в Германии, Австрии, Швейцарии, Италии, Франции, Восточной Европе и Турции.

## История
Компания Henkel представила Somat в 1962 году. Somat является первым в Германии средством для мытья посуды, разработанным специально для посудомоечных машин. Первоначально выпускалось только два продукта: порошковое чистящее средство и ополаскиватель, которые также производились компанией Böhme Chemie. В 1976 году в ассортимент продукции была добавлена специальная соль, в 1982 году — средство для чистки машин, а в 1989 году — первое средство для мытья посуды в форме таблеток (Tabs). В 1999 году в продажу было запущено средство Somat 2in1, которое объединило очиститель и ополаскиватель в одной таблетке. В 2001 году сегмент Multitab был расширен за счёт добавления Somat 3in1. В 2005 и 2007 годах начался выпуск средств Somat 5 и Somat 7 с различными дополнительными функциями. В мае 2009 года начался выпуск средства Somat 9, которое в 2011 году было заменено средством Somat 10.
В настоящее время в ассортимент бренда Somat входят чистящие средства в виде порошка и таблеток, а также дополнительные продукты, такие как ополаскиватель, специальная соль, дезодоранты и средства для ухода за посудомоечными машинами.
Изначально только 20000 домохозяек в Западной Германии имели электрическую посудомоечную машину, но в 1971 году их число выросло до более чем 1,7 миллиона. В начале 1990-х годов 30% и незадолго до начала 2000-х годов почти 47% домохозяек в Германии уже имели электрические посудомоечные машины. В 2008 году в Германии насчитывалось около 25 миллионов посудомоечных машин. В 2022 году около 74,6% домохозяек в Германии имели посудомоечные машины. С долей 87% таблетки для посудомоечных машин в настоящее время заняли доминирующее положение по сравнению с классическим порошком (по состоянию на февраль 2008 года).